# Der Grüffelo (Film)
Der Grüffelo ist ein Fernsehfilm aus dem Jahr 2009. Regie führten Max Lang und Jakob Schuh. Die Coproduktion von BBC und ZDF wurde erstmals zu Weihnachten 2009 bei der BBC und auf Deutsch an Heiligabend 2010 im ZDF ausgestrahlt.

## Handlung
Die Rahmenhandlung beschreibt ein Eichhörnchen, welches seinen Kindern eine Geschichte erzählt. Im Kern geht es darum, dass sich eine Maus ein Monster, den Grüffelo, erfindet. Diesen gibt sie als besten Freund und Beschützer aus, um nicht gefressen zu werden, aber schließlich trifft die Maus diesen auch in Wirklichkeit.

## Hintergrund
Das Kinderbuch The Gruffalo (Deutsch: Der Grüffelo) von Julia Donaldson (illustriert von Axel Scheffler) aus dem Jahr 1999 wurde über vier Millionen Mal verkauft. 2011 erschien die Fortsetzung Das Grüffelokind.

## Synchronisation
| Rolle                            | Originalsprecher     | Deutsche Sprecher |
| -------------------------------- | -------------------- | ----------------- |
| Mutter Eichhörnchen (Erzählerin) | Helena Bonham Carter | Heike Makatsch    |
| Maus                             | James Corden         | Christian Ulmen   |
| Grüffelo                         | Robbie Coltrane      | Wolfgang Hess     |
| Fuchs                            | Tom Wilkinson        | Gert Voss         |
| Eule                             | John Hurt            | Otto Sander       |
| Schlange                         | Rob Brydon           | Edgar Selge       |

## Auszeichnungen
Der Film wurde beim Prix Jeunesse mit zwei Preisen ausgezeichnet.
2010 erhielt der Film beim Trickfilmfestival Stuttgart den Tricks for Kids Award für den besten Kindertrickfilm.
Der Film wurde für den Oscar 2011 in der Kategorie Bester animierter Kurzfilm nominiert.
Der Grüffelo wurde für den British Academy Film Award 2010 in der Kategorie Bester animierter Kurzfilm nominiert.